# تراخم
تراخُم (به انگلیسی: trachoma) که ورم ملتحمه گرانول (به انگلیسی: granular conjunctivitis)، چشم درد مصری (به انگلیسی: Egyptian ophthalmia) نیز نامیده می‌شود، یک بیماری عفونی ناشی از باکتری کلامیدیا تراکوماتیس است. این عفونت موجب سفت شدن سطح داخلی پلک می‌شود. این سفت شدن می‌تواند منجر به درد چشم، شکنندگی سطح بیرونی یا قرنیه چشم‌ها، و احتمالاً کوری شود.

## منشاء
باکتری‌ای که موجب این بیماری می‌شود می‌تواند از طریق تماس مستقیم یا غیر مستقیم با چشم یا بینی یک فرد مبتلا انتقال یابد. تماس غیر مستقیم می‌تواند از طریق لباس یا حشراتی که با چشم یا بینی فرد مبتلا در تماس بوده‌اند باشد. کودکان بیشتر از بزرگسالان این بیماری را منتقل می‌کنند. بهداشت ضعیف، شرایط نامساعد زندگی در جاهای پر ازدحام، عدم دسترسی به آب تمیز کافی و همچنین نبود دستشویی بهداشتی می‌توانند موجب افزایش انتقال این بیماری شوند.

## پیشگیری
از بهترین روش‌های پیشگیری از این بیماری یکی افزایش دسترسی به آب تمیز و دیگری کاهش تعداد افراد مبتلا از طریق درمان با آنتی بیوتیکها ست. روش کاهش تعداد مبتلایان در یک منطقه، اقدام به درمان به صورت همزمان برای تمام گروه افرادی است که بیماری بین آن‌ها شایع است. گرچه شستشو به تنهایی برای پیشگیری از بیماری کافی نیست اما همراه با سایر اقدامات می‌تواند مفید باشد.

## درمان
روند درمان شامل تزریقات متعدد در طول یک دوره چند ساله است که معمولاً باید قبل از اینکه زخم پلک آنقدر بزرگ شود که مژه‌ها شروع به مالیده شدن روی چشم کنند شروع شود.
گزینه‌های دارویی برای درمان عبارتند از آزیترومایسین یا تتراسایکلین موضعی. آزیترومایسین  به این دلیل که می‌توان آن را به صورت یک دوز خوراکی یکباره مصرف کرد ترجیح داده می‌شود. اگر بیماری به زخم شدن پلک بیانجامد، عمل جراحی برای اصلاح موقعیت مژه‌ها و پیشگیری از کوری ضرروی خواهد بود.

## پراکندگی
حدود ۸۰ میلیون نفر در سراسر دنیا مبتلا به این عفونت هستند. در برخی مناطق ممکن است عفونت‌ها در ۶۰٪ تا ۹۰٪ از کودکان وجود داشته باشد. زنان به دلیل احتمال تماس نزدیک‌تر با کودکان بیشتر در معرض ابتلاء به تراخم هستند. این بیماری باعث مشکلات بینایی در ۲٫۲ میلیون نفر در جهان است که از میان آنها ۱٫۲ میلیون نفر کاملاً نابینا هستند.
این بیماری جمعاً در ۵۳ کشور آفریقایی، آسیایی، آمریکای مرکزی و جنوبی وجود دارد و حدود ۲۳۰ میلیون نفر در معرض خطر ابتلاء به آن هستند و موجب  خسارت‌های اقتصادی معادل ۸ میلیارد دلار (دلار آمریکا) در سال است.

## رده بندی
این بیماری به گروهی از بیماری‌ها به نام بیماری‌های نادیده گرفته شده مناطق استوایی تعلق دارد.